# São João Evangelista
São João Evangelista is een gemeente in de Braziliaanse deelstaat Minas Gerais. De gemeente telt 16.254 inwoners (schatting 2009).

## Aangrenzende gemeenten
De gemeente grenst aan Cantagalo, Coluna, Guanhães, Paulistas, Peçanha, Sabinópolis, São José do Jacuri en São Pedro do Suaçuí.